# Distrito electoral federal 1 de Tabasco
El Distrito Electoral Federal 1 de Tabasco es uno de los 300 distritos electorales uninominales en los que se encuentra dividido el territorio de México, que a su vez conforman 5 circunscripciones plurinominales y uno de los 6 distritos electorales federales en los que se divide el estado de Tabasco.
A través de cada distrito electoral uninominal se elige, cada 3 años, una diputada o un diputado por el principio de Mayoría Relativa para integrar la Cámara de Diputados, que junto con el Senado forman el Congreso de la Unión.

## Distritación actual
El Distrito Electoral 1 de Tabasco se localiza en la zona oriente del estado, en la llamada subregión de los Ríos y está integrado por los municipios de Balancán, Emiliano Zapata, Jonuta, Macuspana y Tenosique. Su cabecera es la ciudad de Macuspana, Tabasco.

## Distritaciones anteriores

### Distritación previa a 1996
Hasta 1996, el Distrito Electoral Federal 1 de Tabasco tenía su cabecera en la ciudad de Villahermosa.

### Distritación 1996
Entre 1996 y 2005 el Distrito Electoral Federal 1 de Tabasco se encontraba ubicado en los municipios de Centla y Paraíso, con cabecera en el puerto de Frontera.

### Distritación desde 2005
En la redistritación de 2005, el Consejo General del Instituto Federal Electoral (IFE) determinó modificar el área geográfica del Distrito Electoral Federal 1 de Tabasco, colocándolo en los municipios de Balancán, Emiliano Zapata, Jonuta, Macuspana y Tenosique. Su cabecera fue ubicada en la ciudad de Macuspana, Tabasco

## Diputados por el distrito
| Diputado                           | Partido por el que fue electo (a)                                                                               | Grupo Parlamentario                  | Legislatura        | Periodo                                        | Cabecera Distrital |
| ---------------------------------- | --- | ------------------------------------ | ------------------ | ---------------------------------------------- | ------------------ |
| Manuel Piñera Morales              | Partido Revolucionario Institucional                                                                            | Partido Revolucionario Institucional | XLVIII Legislatura | 1 de septiembre de 1970 - 31 de agosto de 1973 | Villahermosa       |
| Feliciano Calzada Padrón           | Partido Revolucionario Institucional                                                                            | Partido Revolucionario Institucional | XLIX Legislatura   | 1 de septiembre de 1973 - 31 de agosto de 1976 | Villahermosa       |
| Luis Priego Ortiz                  | Partido Revolucionario Institucional                                                                            | Partido Revolucionario Institucional | L Legislatura      | 1 de septiembre de 1976 - 31 de agosto de 1979 | Villahermosa       |
| Ángel Augusto Buendía Tirado       | Partido Revolucionario Institucional                                                                            | Partido Revolucionario Institucional | LI Legislatura     | 1 de septiembre de 1979 - 31 de agosto de 1982 | Villahermosa       |
| Amador Izundegui Rullán            | Partido Revolucionario Institucional                                                                            | Partido Revolucionario Institucional | LII Legislatura    | 1 de septiembre de 1982 - 31 de agosto de 1985 | Villahermosa       |
| Nicolás Reynés Berezaluce          | Partido Revolucionario Institucional                                                                            | Partido Revolucionario Institucional | LIII Legislatura   | 1 de septiembre de 1985 - 31 de agosto de 1988 | Villahermosa       |
| Gustavo Rosario Torres             | Partido Revolucionario Institucional                                                                            | Partido Revolucionario Institucional | LIV Legislatura    | 1 de septiembre de 1988 - 31 de agosto de 1991 | Villahermosa       |
| Roberto Madrazo Pintado            | Partido Revolucionario Institucional                                                                            | Partido Revolucionario Institucional | LV Legislatura     | 1 de septiembre de 1991 - 31 de agosto de 1994 | Villahermosa       |
| César Raúl Ojeda Zubieta           | Partido Revolucionario Institucional                                                                            | Partido Revolucionario Institucional | LVI Legislatura    | 1 de septiembre de 1994 - 31 de agosto de 1997 | Villahermosa       |
| Agapito Domínguez Lacroix          | Partido Revolucionario Institucional                                                                            | Partido Revolucionario Institucional | LVII Legislatura   | 1 de septiembre de 1997 - 31 de agosto de 2000 | Frontera           |
| Julio César Vidal Pérez            | Partido Revolucionario Institucional                                                                            | Partido Revolucionario Institucional | LVIII Legislatura  | 1 de septiembre de 2000 - 31 de agosto de 2003 | Frontera           |
| Francisco Herrera León             | Partido Revolucionario Institucional                                                                            | Partido Revolucionario Institucional | LIX Legislatura    | 1 de septiembre de 2003 - 31 de agosto de 2006 | Frontera           |
| Rafael Elías Sánchez Cabrales      | Coalición por el Bien de Todos Partido de la Revolución Democrática Partido del Trabajo Convergencia            | Partido de la Revolución Democrática | LX Legislatura     | 1 de septiembre de 2006 - 31 de agosto de 2009 | Macuspana          |
| José Antonio Aysa Bernat           | Partido Revolucionario Institucional                                                                            | Partido Revolucionario Institucional | LXI Legislatura    | 1 de septiembre de 2009 - 31 de agosto de 2012 | Macuspana          |
| Claudia Elizabeth Bojórquez Javier | Coalición Movimiento Progresista Partido de la Revolución Democrática Partido del Trabajo Movimiento Ciudadano  | Partido de la Revolución Democrática | LXII Legislatura   | 1 de septiembre de 2012 - 31 de agosto de 2015 | Macuspana          |
| Elio Bocanegra Ruíz                | Coalición de Izquierda Progresista Partido de la Revolución Democrática Partido del Trabajo                     | Partido de la Revolución Democrática | LXIII Legislatura  | 1 de septiembre de 2015 - 31 de agosto de 2018 | Macuspana          |
| Estela Núñez Álvarez               | Coalición Juntos Haremos Historia Movimiento Regeneración Nacional Partido del Trabajo Partido Encuentro Social | Movimiento Regeneración Nacional     | LXIV Legislatura   | 1 de septiembre de 2018 - 31 de agosto de 2021 | Macuspana          |
| Marcos Rosendo Medina Filigrana    | Movimiento Regeneración Nacional                                                                                | Movimiento Regeneración Nacional     | LXV Legislatura    | 1 de septiembre de 2021 - 31 de agosto de 2024 | Macuspana          |

## Resultado Electorales

### Elecciones federales de 2021
|  | 12.68 % |

|  | 0.92 % |

|  | 1.45 % |

|  | 59.65 % |

|  | 4.79 % |

|  | 1.86 % |

|  | 0.76 % |

|  | 15.08 % |

|  | 0.04 % |

|  | 2.72 % |

|  | 100.0 % |

### Elecciones federales de 2018
|  | 9.58 % |

|  | 7.79 % |

|  | 1.93 % |

|  | 11.17 % |

|  | 64.76 % |

|  | 0.72 % |

|  | 0.03 % |

|  | 3.98 % |

|  | 100.0 % |

### Elecciones federales de 2015
|  | 5.08 % |

|  | 25.12 % |

|  | 27.26 % |

|  | 16.62 % |

|  | 6.20 % |

|  | 2.67 % |

|  | 11.58 % |

|  | 0.83 % |

|  | 0.88 % |

|  | 0.05 % |

|  | 3.65 % |

|  | 100.0 % |

### Elecciones federales de 2012
|  | 9.29 % |

|  | 41.60 % |

|  | 44.78 % |

|  | 0.85 % |

|  | 0.02 % |

|  | 3.46 % |

|  | 100.0 % |

### Elecciones federales de 2009
|  | 13.05 % |

|  | 44.49 % |

|  | 31.11 % |

|  | 3.84 % |

|  | 1.83 % |

|  | 0.24 % |

|  | 2.21 % |

|  | 0.02 % |

|  | 3.18 % |

|  | 100.0 % |

### Elecciones federales de 2006
|  | 3.97 % |

|  | 41.17 % |

|  | 50.71 % |

|  | 1.45 % |

|  | 0.53 % |

|  | 0.07 % |

|  | 2.07 % |

|  | 100.0 % |

### Elecciones federales de 2003
|  | 4.32 % |

|  | 53.55 % |

|  | 36.14 % |

|  | 0.63 % |

|  | 2.24 % |

|  | 0.48 % |

|  | 0.06 % |

|  | 0.09 % |

|  | 0.10 % |

|  | 0.04 % |

|  | 0.06 % |

|  | 0.01 % |

|  | 2.25 % |

|  | 100.0 % |

### Elecciones federales de 2000
|  | 17.03 % |

|  | 47.08 % |

|  | 31.87 % |

|  | 0.52 % |

|  | 0.36 % |

|  | 0.62 % |

|  | 0.01 % |

|  | 2.47 % |

|  | 100.0 % |

### Elecciones federales de 1997
|  | 3.98 % |

|  | 53.34 % |

|  | 37.43 % |

|  | 0.40 % |

|  | 0.94 % |

|  | 0.83 % |

|  | 0.09 % |

|  | 0.13 % |

|  | 0.01 % |

|  | 2.82 % |

|  | 100.0 % |

### Elecciones federales de 1994
|  | 10.73 % |

|  | 57.15 % |

|  | 0.44 % |

|  | 25.49 % |

|  | 0.76 % |

|  | 0.36 % |

|  | 0.11 % |

|  | 1.40 % |

|  | 0.55 % |

|  | 0.02 % |

|  | 2.94 % |

|  | 100.0 % |

### Elecciones federales de 1991
|  | 3.72 % |

|  | 72.53 % |

|  | 1.43 % |

|  | 11.76 % |

|  | 2.77 % |

|  | 0.85 % |

|  | 0.98 % |

|  | 0.09 % |

|  | 0.25 % |

|  | 1.28 % |

|  | 0.22 % |

|  | 5.25 % |

|  | 100.0 % |